# アジズ・ザカリ
アブドル・アジズ・ザカリ（Abdul Aziz Zakari、1976年9月2日 ‐ ）は、ガーナ・アクラ出身で短距離走を専門にしていた元陸上競技選手。100mで9秒99、200mで20秒23と、両種目でガーナ歴代2位の自己ベストを持つ。オリンピック100mでガーナ男子初のファイナリスト、世界選手権100mで男女通じガーナ勢初のファイナリストになった選手である。
2000年シドニーオリンピック、2001年エドモントン世界選手権、2004年アテネオリンピック、2005年ヘルシンキ世界選手権の100mでファイナリストになっているが、2000年シドニーオリンピックと2004年アテネオリンピックではレース中に痙攣を起こしてゴールすることができなかった。2005年にガーナ史上2人目となる10秒の壁を突破。2006年にドーピングで2年間の資格停止処分を受けたが、停止処分が明けた後も競技を続け、2011年大邱世界選手権には34歳で出場した。

## 経歴

### 2000年
9月、シドニーオリンピックの男子100m準決勝を10秒16（+0.2）の組4着で突破し、この種目ではガーナ勢初のオリンピックファイナリストとなったが、迎えた決勝ではレース中にけいれんを起こし途中棄権に終わった

### 2001年
8月、エドモントン世界選手権の男子100m準決勝を10秒17（-1.2）の組4着で突破し、100mでは男女通じてガーナ勢初の世界選手権ファイナリストになった。決勝は10秒24（-0.2）の7位に終わったが、これは現在も男女通じてガーナ勢の最高成績であり、唯一のファイナリストである（2015年北京大会終了時）。

### 2004年
8月、アテネオリンピックの男子100m準決勝を10秒11（-1.6）の組3着で突破し、2大会連続のファイナリストになった。決勝では前回大会に続いてけいれんを起こし途中棄権に終わったが、これは2000年シドニー大会と並んで現在もガーナ男子勢の最高成績であり、唯一のファイナリストである（2016年リオデジャネイロ大会終了時）。

### 2005年
6月14日、アテネグランプリの男子100m決勝で9秒99（+1.6）をマークし、10秒の壁を突破したガーナ史上2人目の選手となった。
8月、ヘルシンキ世界選手権の男子100m準決勝を自己ベストに迫る10秒00（-1.0）の組2着で突破し、4年ぶりにファイナリストとなったが、決勝では10秒20（+0.4）とタイムを落とし8位に終わった。

### 2006年
4月、セネガルで行われたダカールグランプリのドーピング検査でスタノゾロールの陽性反応が出たため、同年6月から2年間の資格停止処分が国際陸上競技連盟より下された。

## 自己ベスト
記録欄の（　）内の数字は風速（m/s）で、+は追い風を意味する。
| 種目 | 記録                      | 年月日                      | 場所              | 備考          |
| 屋外 | 屋外                      | 屋外                        | 屋外              | 屋外          |
| ---- | ------------------------- | --------------------------- | ----------------- | ------------- |
| 100m | 9秒99 (+1.6) 9秒99 (+0.5) | 2005年6月14日 2005年8月28日 | アテネ リエーティ | ガーナ歴代2位 |
| 200m | 20秒23 (+0.2)             | 2000年7月14日               | アルジェ          | ガーナ歴代2位 |
| 室内 |                           |                             |                   |               |
| 60m  | 6秒63                     | 2003年2月1日                | ボストン          |               |

## 主要大会成績
備考欄の記録は当時のもの
| 年   | 大会                                 | 場所             | 種目    | 結果    | 記録          | 備考                                                    |
| ---- | ------------------------------------ | ---------------- | ------- | ------- | ------------- | ------------------------------------------------------- |
| 1995 | アフリカジュニア選手権 (en)          | ブアケ           | 100m    | 8位     | 11秒08 (-1.1) |                                                         |
| 1995 | アフリカジュニア選手権 (en)          | ブアケ           | 200m    | 6位     | 21秒36 (0.0)  |                                                         |
| 1996 | オリンピック                         | アトランタ       | 4x100mR | 決勝    | DNS           |                                                         |
| 1997 | 世界選手権                           | アテネ           | 100m    | 2次予選 | 10秒29 (+0.5) |                                                         |
| 1997 | 世界選手権                           | アテネ           | 4x100mR | 5位     | 38秒26 (3走)  | 準決勝38秒12：ガーナ記録                                |
| 1998 | 英連邦競技大会 (en)                  | クアラルンプール | 100m    | 準決勝  | 10秒34        |                                                         |
| 1998 | 英連邦競技大会 (en)                  | クアラルンプール | 200m    | 準決勝  | 20秒70        |                                                         |
| 1998 | 英連邦競技大会 (en)                  | クアラルンプール | 4x100mR | 決勝    | DQ (3走)      |                                                         |
| 2000 | アフリカ選手権 (en)                  | アルジェ         | 100m    | 優勝    | 10秒13        |                                                         |
| 2000 | アフリカ選手権 (en)                  | アルジェ         | 200m    | 優勝    | 20秒23 (+0.2) | 自己ベスト                                              |
| 2000 | アフリカ選手権 (en)                  | アルジェ         | 4x100mR | 優勝    | 39秒90        |                                                         |
| 2000 | オリンピック                         | シドニー         | 100m    | 決勝    | DNF           | ガーナ男子初のファイナリスト ガーナ男子最高成績         |
| 2000 | オリンピック                         | シドニー         | 4x100mR | 予選    | DNF (3走)     |                                                         |
| 2001 | 世界選手権                           | エドモントン     | 100m    | 7位     | 10秒24 (-0.2) | 男女通じガーナ初のファイナリスト 男女通じガーナ最高成績 |
| 2001 | グランプリファイナル (en)            | メルボルン       | 200m    | 6位     | 20秒63 (+1.0) |                                                         |
| 2002 | 英連邦競技大会 (en)                  | マンチェスター   | 100m    | 準決勝  | 10秒17 (+0.2) |                                                         |
| 2002 | 英連邦競技大会 (en)                  | マンチェスター   | 200m    | 5位     | 20秒29 (+1.4) |                                                         |
| 2002 | アフリカ選手権 (en)                  | ラデス           | 100m    | 予選    | DNS           |                                                         |
| 2002 | アフリカ選手権 (en)                  | ラデス           | 200m    | 2位     | 20秒33 (+2.4) |                                                         |
| 2002 | グランプリファイナル (en)            | パリ             | 100m    | 5位     | 10秒20 (+2.0) |                                                         |
| 2002 | ワールドカップ (en)                  | マドリード       | 4x100mR | 3位     | 38秒63 (3走)  | アフリカ代表の混成チーム                                |
| 2003 | 世界選手権                           | パリ             | 100m    | 1次予選 | 10秒48 (+0.5) |                                                         |
| 2003 | 世界選手権                           | パリ             | 4x100mR | 準決勝  | 38秒88 (3走)  |                                                         |
| 2003 | アフリカ競技大会 (en)                | アブジャ         | 100m    | 7位     | 10秒46 (+0.6) |                                                         |
| 2003 | アフリカ競技大会 (en)                | アブジャ         | 200m    | 3位     | 20秒51 (-0.9) |                                                         |
| 2003 | アフリカ競技大会 (en)                | アブジャ         | 4x100mR | 優勝    | 38秒63 (3走)  |                                                         |
| 2004 | オリンピック                         | アテネ           | 100m    | 決勝    | DNF           | ガーナ男子最高成績                                      |
| 2004 | オリンピック                         | アテネ           | 4x100mR | 予選    | 38秒88 (3走)  |                                                         |
| 2004 | ワールドアスレチック ファイナル (en) | モナコ           | 100m    | 3位     | 10秒15 (-1.6) |                                                         |
| 2005 | 世界選手権                           | ヘルシンキ       | 100m    | 8位     | 10秒20 (+0.4) |                                                         |
| 2005 | ワールドアスレチック ファイナル (en) | モナコ           | 100m    | 2位     | 10秒01 (-0.6) |                                                         |
| 2006 | 英連邦競技大会 (en)                  | メルボルン       | 100m    | 5位     | 10秒22 (+0.9) |                                                         |
| 2006 | 英連邦競技大会 (en)                  | メルボルン       | 4x100mR | 決勝    | DNF (4走)     |                                                         |
| 2008 | オリンピック                         | 北京             | 100m    | 2次予選 | 10秒24 (-0.1) |                                                         |
| 2009 | 世界選手権                           | ベルリン         | 100m    | 1次予選 | 10秒57 (-0.3) |                                                         |
| 2009 | 世界選手権                           | ベルリン         | 4x100mR | 予選    | 39秒61 (4走)  |                                                         |
| 2010 | アフリカ選手権 (en)                  | ナイロビ         | 100m    | 2位     | 10秒12 (+1.9) |                                                         |
| 2010 | アフリカ選手権 (en)                  | ナイロビ         | 4x100mR | 3位     | 39秒31 (4走)  |                                                         |
| 2010 | コンチネンタルカップ (en)            | スプリト         | 100m    | 決勝    | DQ            |                                                         |
| 2010 | 英連邦競技大会 (en)                  | デリー           | 100m    | 準決勝  | 10秒32 (+0.9) |                                                         |
| 2010 | 英連邦競技大会 (en)                  | デリー           | 200m    | 6位     | 21秒08 (+0.1) |                                                         |
| 2010 | 英連邦競技大会 (en)                  | デリー           | 4x100mR | 予選    | 39秒81 (4走)  |                                                         |
| 2011 | 世界選手権                           | 大邱             | 100m    | 予選    | 10秒55 (-1.2) |                                                         |
| 2011 | 世界選手権                           | 大邱             | 4x100mR | 予選    | 39秒17 (4走)  |                                                         |
| 2011 | アフリカ競技大会 (en)                | マプト           | 100m    | 7位     | 10秒42 (-0.4) |                                                         |
| 2011 | アフリカ競技大会 (en)                | マプト           | 4x100mR | 2位     | 38秒95 (1走)  |                                                         |